# Diamante (Otilia)
Diamante è un singolo della cantante rumena Otilia, pubblicato il 6 aprile 2016.

## Video musicale
In concomitanza con il lancio del singolo, è stato pubblicato il videoclip sul canale YouTube della RotonMusicTV.